# Blagoevgrad Griffins 2019
Questa voce raccoglie le informazioni riguardanti i Blagoevgrad Griffins nelle competizioni ufficiali della stagione 2019.

## Amichevoli
| Sofia 21 settembre 2019, ore 19:00 | Sofia Knights | 18 – 26 | Blagoevgrad Griffins | Sporten Kompleks Akademika IV km |

## Campionato bulgaro di football americano 2019

### Stagione regolare
| Sofia 28 settembre 2019, ore 11:30 | Sofia Bulldozers | 17 – 0 | Blagoevgrad Griffins | Sporten Kompleks Akademika IV km |

| Sofia 5 ottobre 2019, ore 10:00 | Sofia Knights | 23 – 14 | Blagoevgrad Griffins | Sporten Kompleks Akademika IV km |

| Sofia 19 ottobre 2019 | Sofia Bulldozers | 53 – 0 | Blagoevgrad Griffins | Sportakademie Wassil Lewski |

| Krupnik 9 novembre 2019, ore 15:00 | Blagoevgrad Griffins | 18 – 0 | Sofia Knights | Arena Krupnik |

## Statistiche di squadra
| Competizione | %Vittorie | In casa | In casa | In casa | In casa | In casa | In casa | In trasferta | In trasferta | In trasferta | In trasferta | In trasferta | In trasferta | Totale | Totale | Totale | Totale | Totale | Totale |
| Competizione | %Vittorie | G       | V       | N       | P       | Pf      | Ps      | G            | V            | N            | P            | Pf           | Ps           | G      | V      | N      | P      | Pf     | Ps     |
| ------------ | --------- | ------- | ------- | ------- | ------- | ------- | ------- | ------------ | ------------ | ------------ | ------------ | ------------ | ------------ | ------ | ------ | ------ | ------ | ------ | ------ |
| Amichevoli   | 1.000     | 0       | 0       | 0       | 0       | 0       | 0       | 1            | 1            | 0            | 0            | 26           | 18           | 1      | 1      | 0      | 0      | 26     | 18     |
| Campionato   | .250      | 1       | 1       | 0       | 0       | 18      | 0       | 3            | 0            | 0            | 3            | 14           | 93           | 4      | 1      | 0      | 3      | 32     | 93     |
| Totale       | .400      | 1       | 1       | 0       | 0       | 18      | 0       | 4            | 1            | 0            | 3            | 40           | 111          | 5      | 2      | 0      | 3      | 58     | 111    |